# Micrometeorite

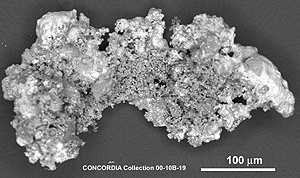
Micrometeorite raccolta dalla neve antartica.

Una micrometeorite è una particella extraplanetaria meteoroide, che è riuscita a raggiungere la superficie della Terra senza essere distrutto dall'impatto con l'atmosfera terrestre. L'Unione Astronomica Internazionale definisce come meteoriti i corpi con dimensioni comprese tra 30 µm e 1 m; le micrometeoriti si trovano all'estremo inferiore di questa scala, e sono comprese tra 50 µm a 2 mm.
Si differenziano dalle meteoriti per essere più piccole, più numerose e differenti in composizione e sono una componente della polvere cosmica, che include le più piccole particelle di polvere interplanetaria.
Le micrometeoriti entrano nell'atmosfera terrestre ad alte velocità (almeno 11 km/s) dove sono sottoposte a riscaldamento per attrito. Hanno masse tra 1 ng e 100 µg contribuendo collettivamente alla maggior parte del materiale extraterrestre che è arrivato sulla Terra fino ai nostri giorni. Fred Lawrence Whipple è stato il primo a coniare il termine "micrometeorite" per descrivere oggetti delle dimensioni della polvere che cadono sulla Terra.

## Interesse scientifico

Micrometeorite visto con il SEM del MUSE

Le micrometeoriti sono piccolissimi pezzi di roccia e detriti, generalmente metallici, spesso vecchi quanto il sistema solare. Sono estremamente comuni nello spazio, specialmente vicino alla Terra. Queste minuscole particelle sono i maggiori contributori dei processi che determinano le condizioni ambientali nello spazio. Quando cadono sulla superficie della Luna, o di qualunque altro corpo privo di atmosfera, la risultante fusione e vaporizzazione causa un annerimento e altre modifiche ottiche alla regolite. Molte sonde (come il Lunar Orbiter 1, la Luna 3 o la Pioneer 5) trasportavano rilevatori di micrometeoriti per capire meglio la quantità di queste particelle presenti nello spazio.
La classificazione delle micrometeoriti è basata sulla loro composizione e sul grado di riscaldamento che hanno subito. La moderna classificazione è abbastanza complessa, e richiede un'analisi della loro composizione, degli isotopi presenti e della tessitura cristallina.
Le micrometeoriti che cadono sulla Terra possono fornire informazioni su eventi legati al riscaldamento nella nebulosa solare su scale millimetriche. I luoghi migliori per raccogliere le micrometeoriti sono le aree prive di sedimentazione terrestre, come le regioni polari, nelle quali le micrometeoriti rimangono intrappolate nel ghiaccio e possono essere poi analizzate tramite un microscopio. È possibile osservarle anche a livello amatoriale con un modesto microscopio ottico dopo averle raccolte, ad esempio lasciando esposta all'aria una bacinella con un sottile velo d'acqua per alcuni giorni.
Le micrometeoriti sufficientemente piccole evitano un riscaldamento significativo nell'ingresso nell'atmosfera terrestre. La raccolta di queste particelle attraverso voli in alta quota iniziò a partire dagli anni settanta. Da quel periodo vennero chiamate polvere interplanetaria e sono un'importante componente dei materiali extraterrestri disponibili per lo studio nei laboratori della Terra.

## Effetti sulle operazioni dei veicoli spaziali
Le micrometeoriti rappresentano una minaccia significativa all'esplorazione dello spazio. Le loro velocità relativamente a un veicolo spaziale in orbita possono essere dell'ordine di alcuni chilometri al secondo e la resistenza agli impatti con micrometeoriti è una significativa sfida di progettazione per i veicoli e per le tute spaziali.
Impatti con piccoli oggetti a una velocità estremamente alta sono una corrente area di ricerca nella balistica terminale. Accelerare oggetti a velocità così alte è difficile; le tecniche correnti includono motori lineari e cariche cave. Il rischio è specialmente alto per oggetti che rimangono nello spazio per lunghi periodi di tempo, come i satelliti.